# Bosquerola reietó
La bosquerola reietó o bosquerola de muntanya (Seiurus aurocapilla) és una espècie d'ocell de la família dels parúlids (Parulidae) i única espècie del gènere Seiurus. Habita els boscos nord-americans des del nord-est de la Colúmbia Britànica i Alberta, cap a l'est, a través del sud del Canadà fins a Terranova i cap al sud fins al sud de Montana, Colorado, est de Kansas, Oklahoma, nord d'Arkansas, Carolina del Nord i del Sud.